# Hanusz Egon
Hanusz Egon (Nagyatád, 1997. szeptember 25. –) magyar válogatott kézilabdázó, az SL Benfica játékosa.

## Pályafutása

### Klubcsapatokban
2015 és 2021 között a magyar bajnokságban szereplő Csurgói KK játékosa volt. 2021-től a német Stuttgart csapatában kézilabdázott. 2024-ben igazolt a portugál SL Benficához. Innen egy szezon után a francia élvonalban szereplő  Cesson Rennes csapatához távozott.

## Sikerei
- Portugál bajnokság
  - bronzérmes: 2025